# تل أخضر (منبج)
تل أخضر قرية سوريّة تتبع إداريّاً لمحافظة حلب منطقة منبج ناحية مركز منبج، بلغ تعداد سكانها 1,137 نسمة حسب التعداد السكاني لعام 2004.